# St-Denis (Lichères)

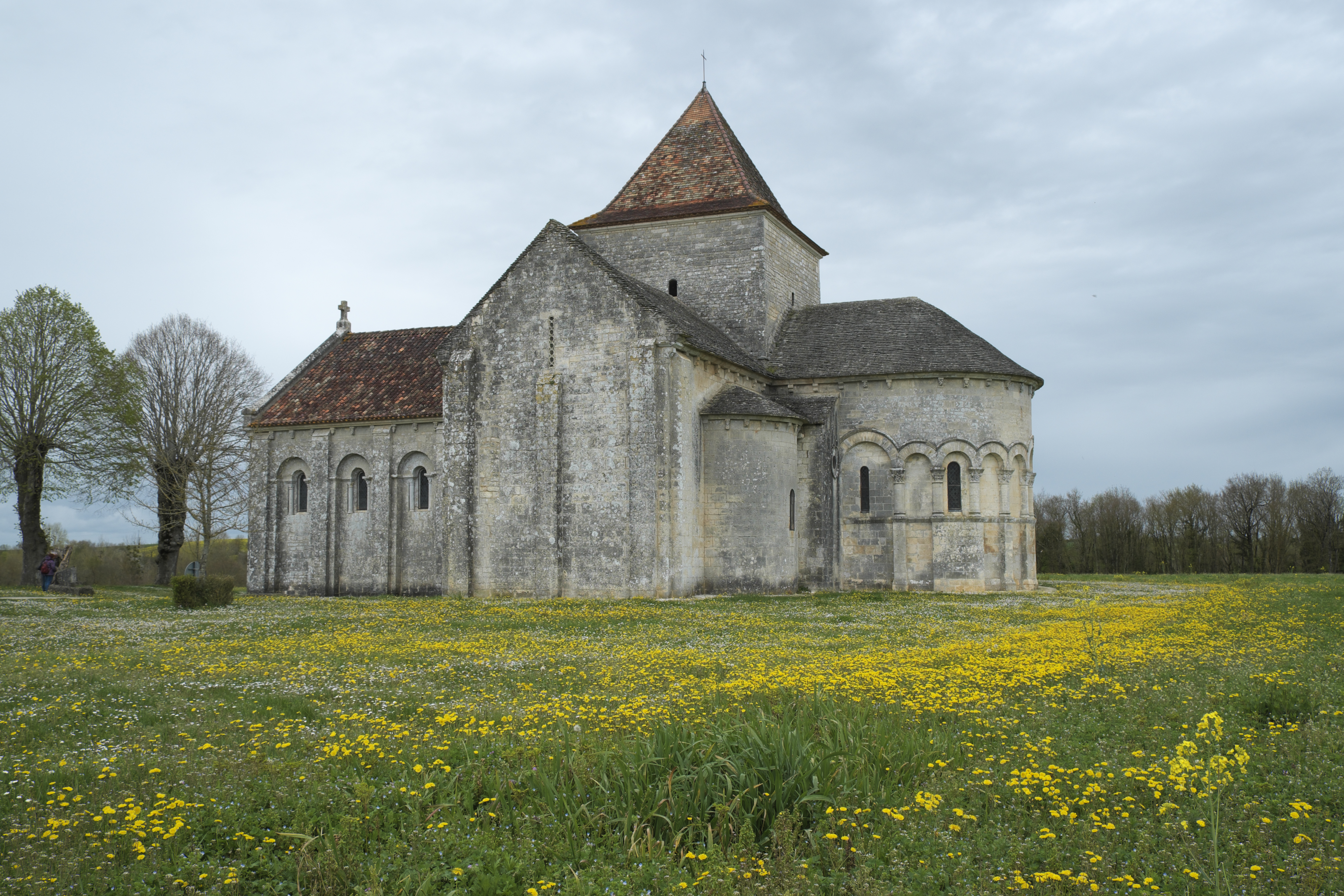
Kirche Saint-Denis

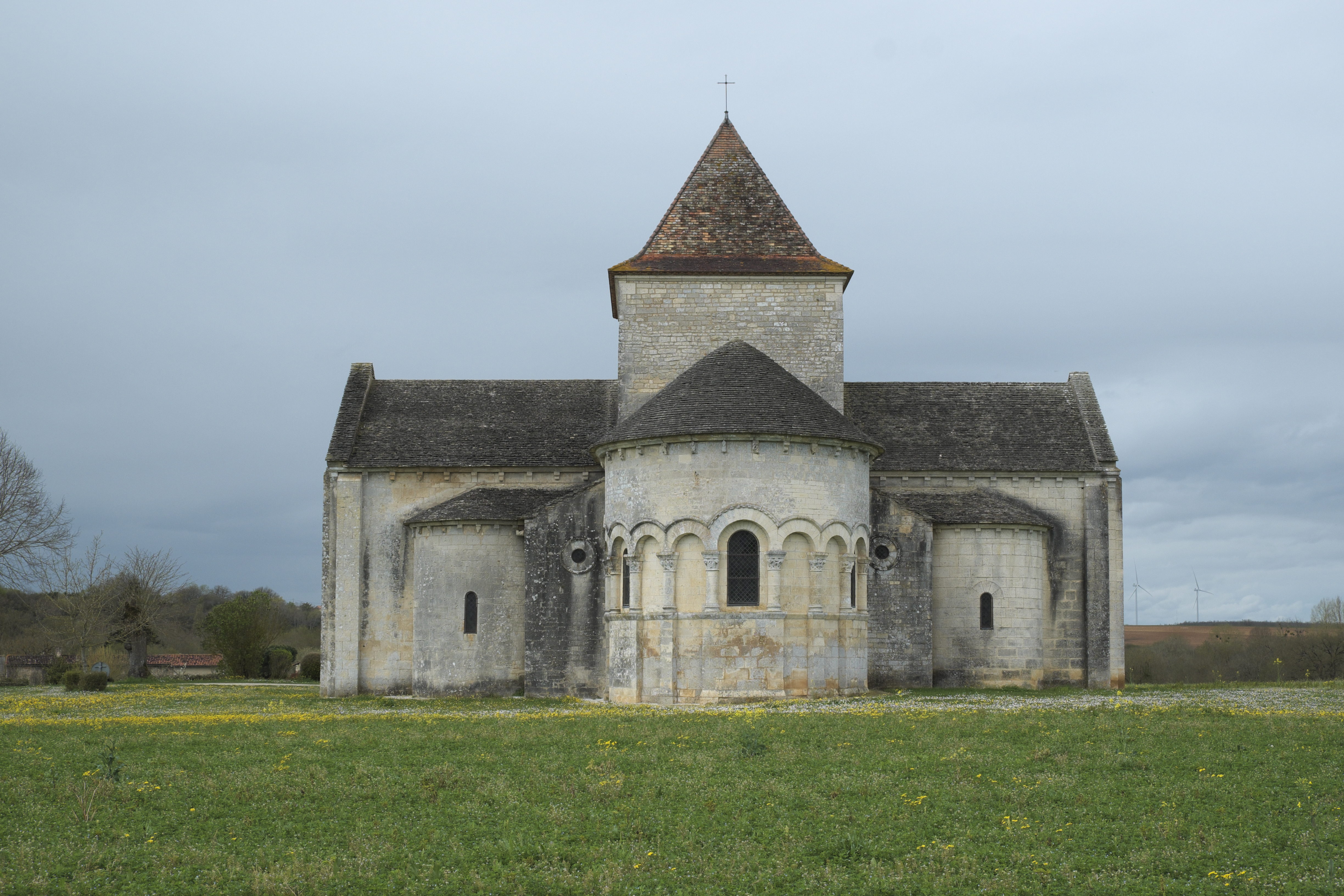
Ansicht von Osten

Die römisch-katholische Kirche Saint-Denis in Lichères, einer Gemeinde im Département Charente in der französischen Region Nouvelle-Aquitaine, wurde in der Mitte des 12. Jahrhunderts errichtet und gehört zu den schönsten Kirchenbauten der Romanik im Angoumois. Die ehemalige Prioratskirche ist dem heiligen Dionysius, dem ersten Bischof von Paris, geweiht. Im Jahr 1903 wurde die Kirche als Monument historique in die Liste der Baudenkmäler in Frankreich aufgenommen.

## Geschichte
Die Kirche wurde um 1150 von Benediktinern aus der Abtei Charroux als Prioratskirche errichtet. In der Mitte des 18. Jahrhunderts stürzte der Vierungsturm ein und zerstörte die Gewölbe des Langhauses, das nördliche Seitenschiff und den nördlichen Querhausarm. Der Turm wurde Ende des 18. Jahrhunderts wieder aufgebaut. Das eingestürzte Seitenschiff und das Querhaus wurden erst 1905
wiedererrichtet, anstelle des Langhausgewölbes wurde eine Holztonne eingezogen.

## Architektur

### Außenbau

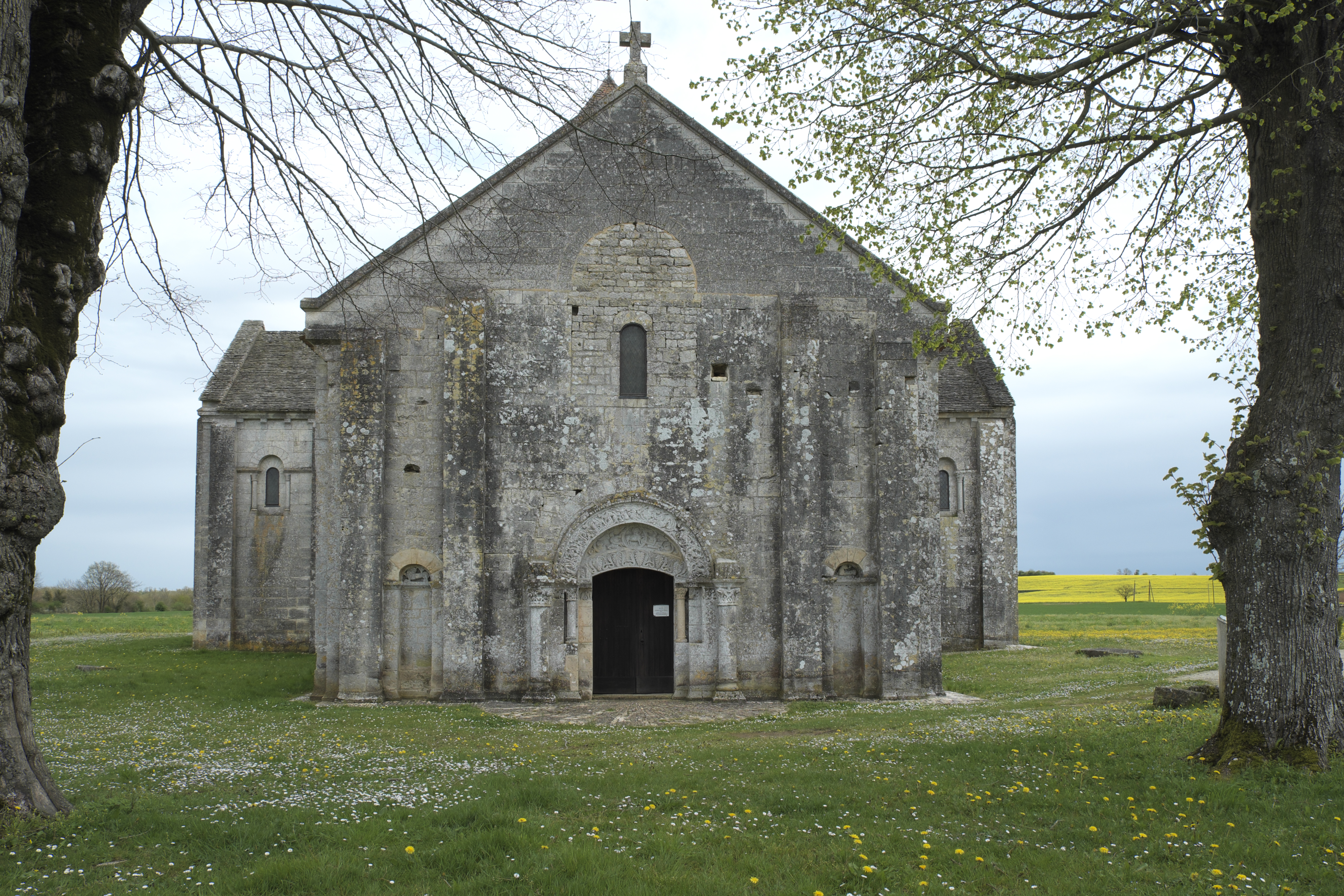
Westfassade

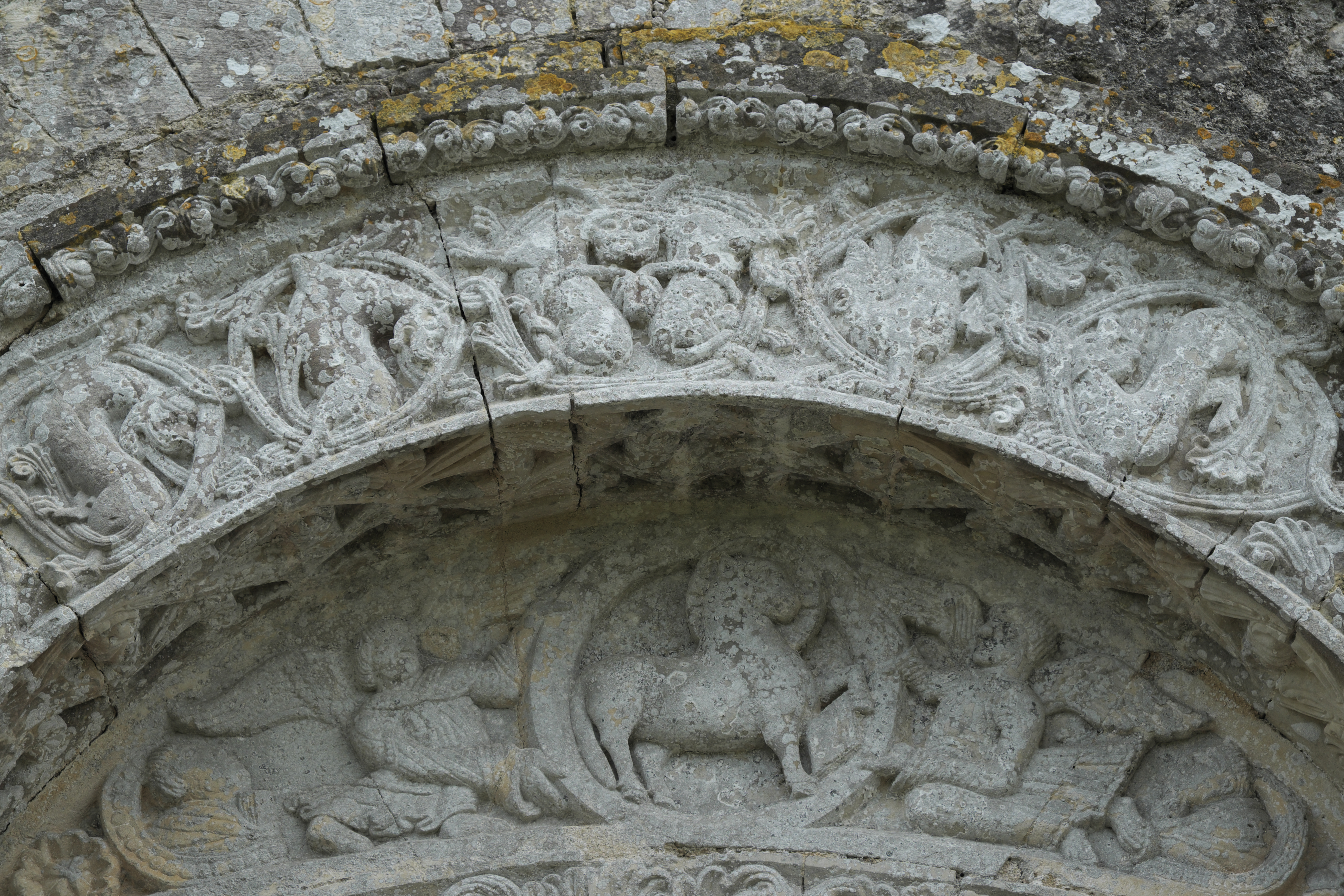
Portal

Die Westfassade wird von vier flachen Strebepfeilern verstärkt, zwischen denen seitlich je eine Blendarkade eingeschnitten ist. Beide Blendarkaden werden von einem Rundbogen aus unterschiedlich großen Keilsteinen gerahmt und besitzen Tympana, auf denen Löwen dargestellt sind. Das Portal war vermutlich ehemals in einen Vorbau integriert, worauf die beiden kräftigen Säulen vor dem Portal schließen lassen. Eine Archivolte, die reich mit Rankenornamenten, in die Tierfiguren eingebunden sind, verziert ist, umgibt das Tympanon, auf dem zwei Engel ein Medaillon mit dem Lamm Gottes halten. Der flachbogige Türsturz ist mit Palmetten versehen. Zwei kleinere, eingestellte Säulen flankieren das Portal, ihre Kapitelle sind wie die Kämpfer, auf denen Tympanon und Archivolte aufliegen, mit figürlichen Szenen skulptiert.
An der Südseite des Langhauses, am südlichen Querhaus und am Chor sind skulptierte Kragsteine aus der Bauzeit erhalten. Auf ihnen sind menschliche Gesichter, Atlanten, Tiere und Phantasiewesen zu erkennen. Die Fenster werden von Säulen mit Kapitellen gerahmt, die mit Vögeln und menschlichen Fratzen verziert sind. An der Südfassade des südlichen Querhausarmes sieht man über dem mittleren Strebepfeiler eine Transenna mit geometrischen Motiven, wie man sie aus der vorromanischen Architektur kennt.

### Innenraum

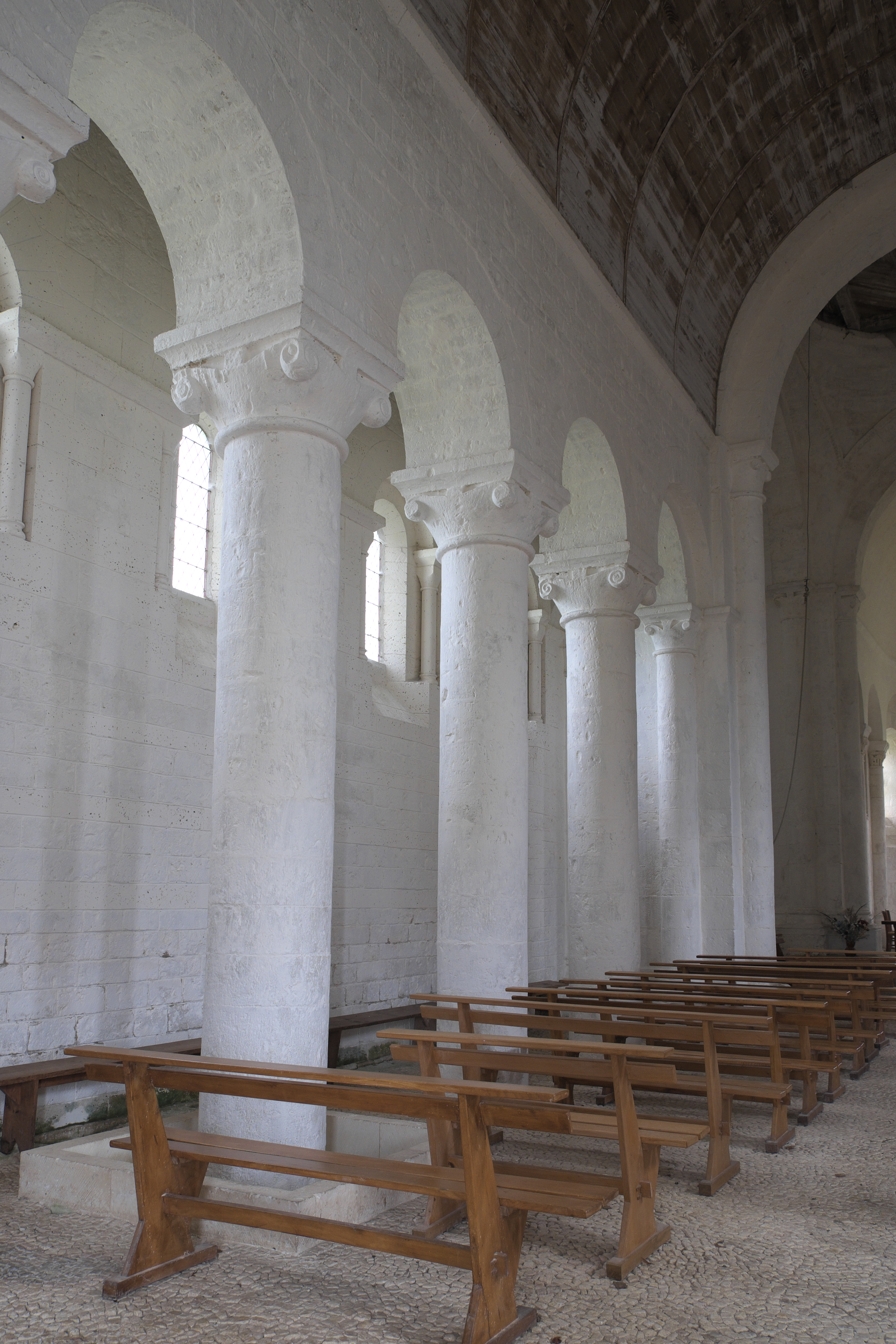
Innenraum

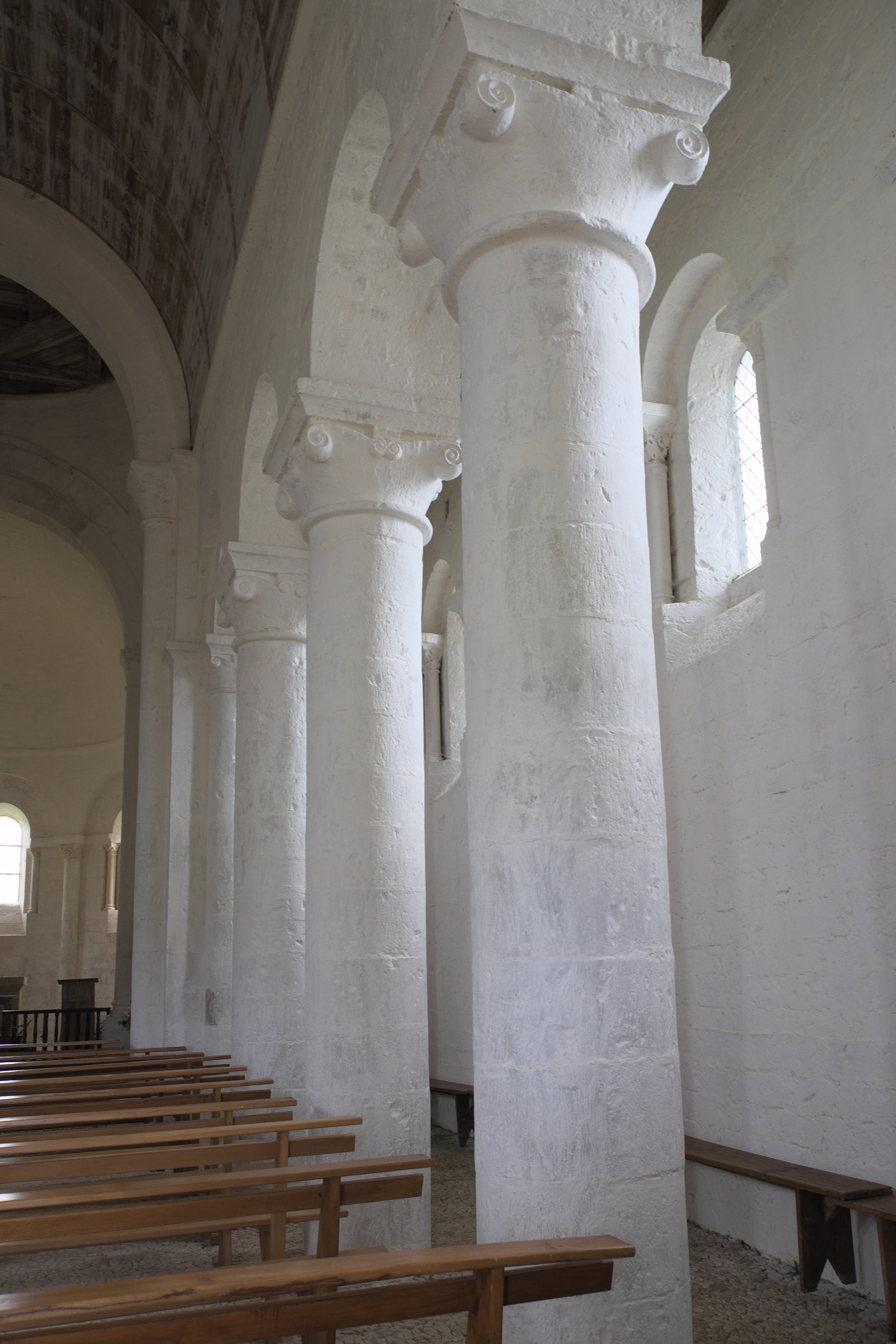
Innenraum

Das dreischiffige Langhaus ist in fünf Joche gegliedert und wird von einer hölzernen Tonne gedeckt. Nur das südliche Querhaus besitzt noch sein originales Tonnengewölbe. Zu den sehr schmalen Seitenschiffen öffnen sich rundbogige Arkaden, die auf kräftigen Säulen mit Knospenkapitellen aufliegen. Durch Ablagerungen wurde das Bodenniveau inzwischen auf bis zu 80 cm über dem ursprünglichen angehoben. Im Mittelschiff wurde die Basis einer Säule wieder freigelegt, an der acht Jakobsmuscheln zu erkennen sind. Sie sind ein Hinweis darauf, dass die Kirche von Lichères am Jakobsweg lag. Der halbrund geschlossene Chor wird durch drei Fenster beleuchtet, die von Blendarkaden gerahmt werden. Die eingestellten Säulen neben den Fenstern besitzen wie die Säulen, die die Blendbögen tragen, filigran skulptierte Kapitelle.

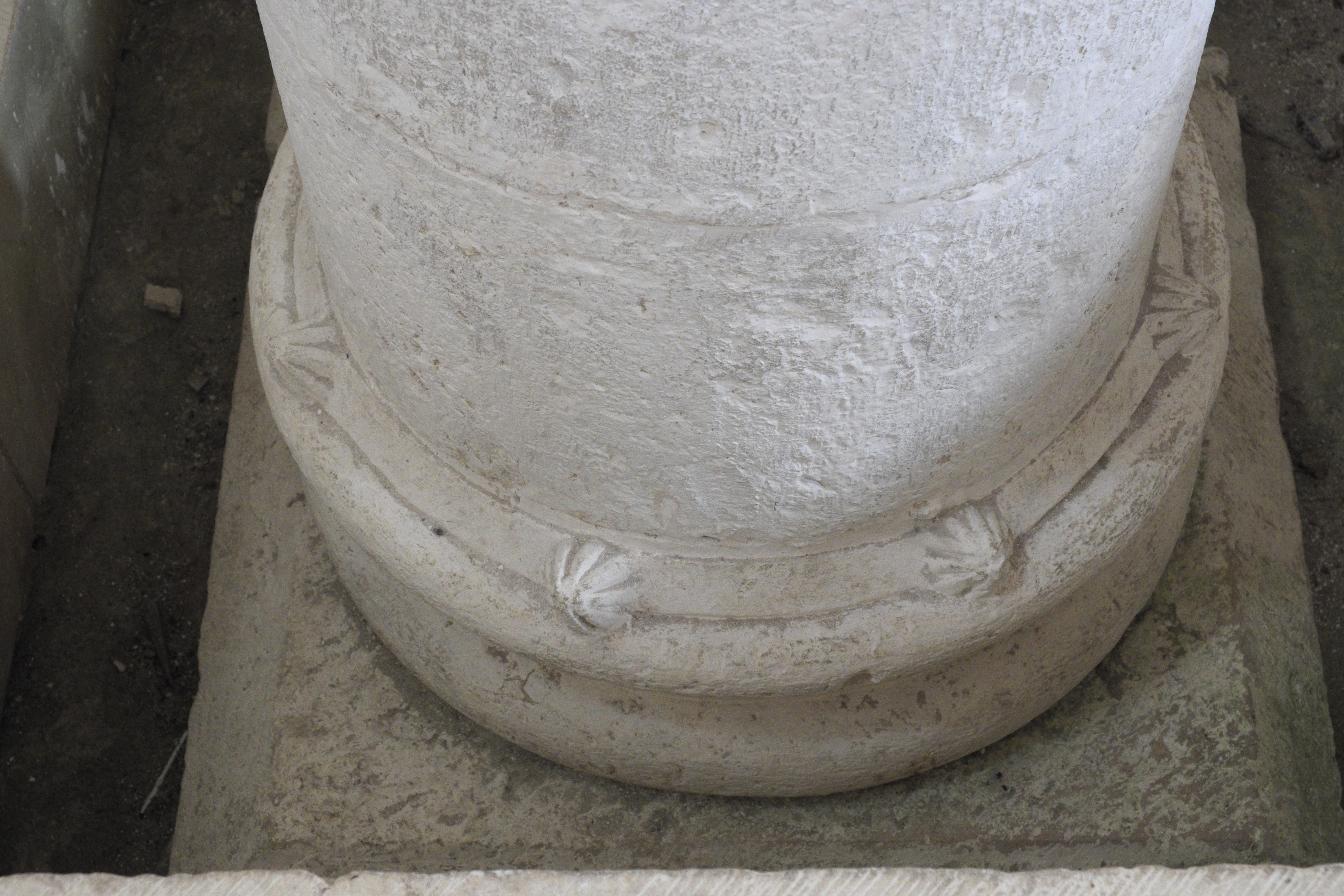
Säule mit Jakobsmuscheln
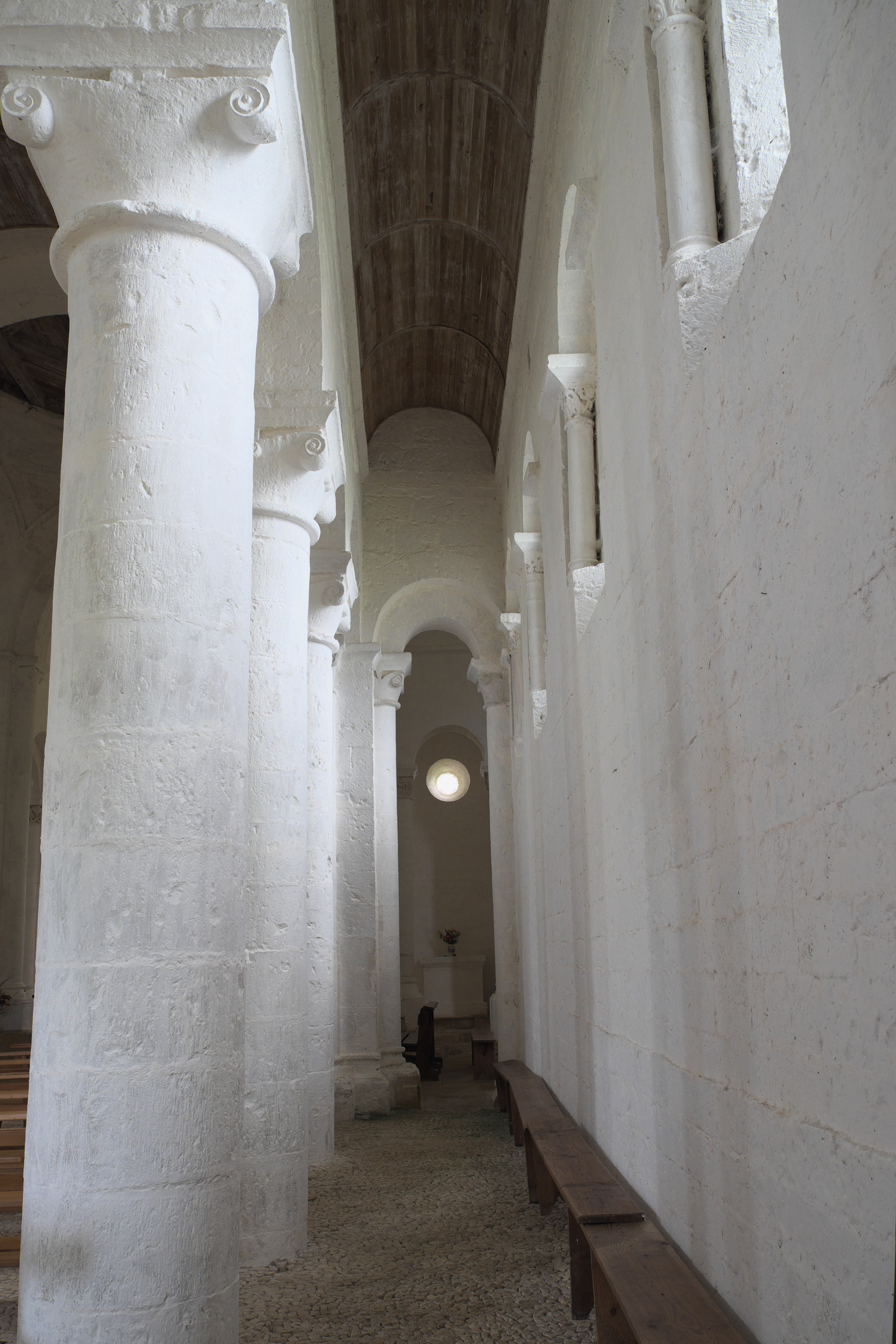
Seitenschiff
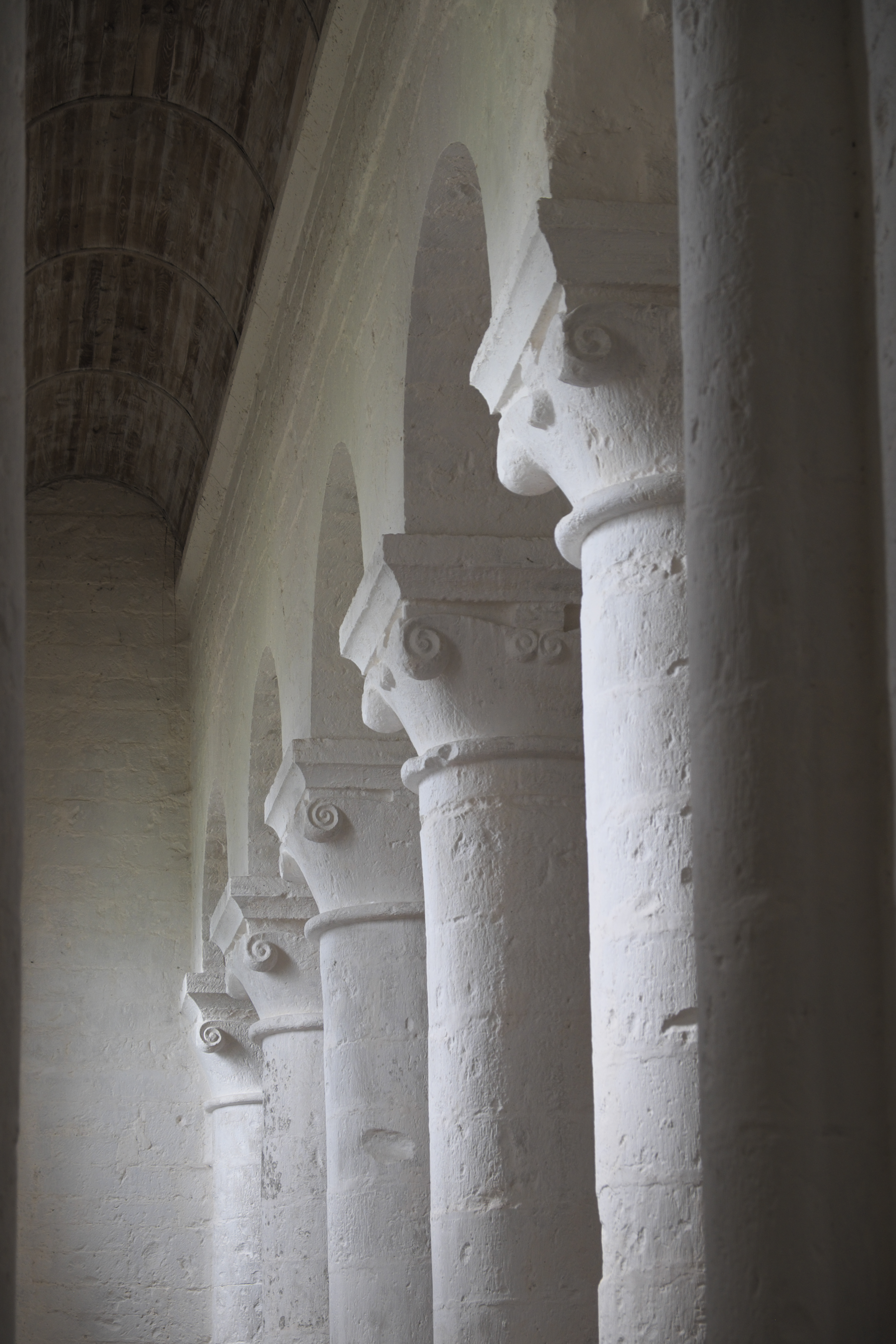
Säulen mit Knospenkapitellen